# Marcinów (Żary)
Pour les articles homonymes, voir Marcinów.
Marcinów (prononciation : [marˈt͡ɕinuf]) est un village polonais de la gmina de Trzebiel dans le powiat de Żary de la voïvodie de Lubusz dans l'ouest de la Pologne.
Le village comptait approximativement une population de 60 habitants en 2006.

## Histoire
Le nom allemand du village était Merzdorf.
Après la Seconde Guerre mondiale, avec les conséquences de la Conférence de Potsdam et la mise en œuvre de la ligne Oder-Neisse, le village est intégré à la République populaire de Pologne. La population d'origine allemande est expulsée et remplacée par des polonais.
De 1975 à 1998, le village est attaché administrativement à la voïvodie de Zielona Góra.

Depuis 1999, il fait partie de la voïvodie de Lubusz.